# Кочаны (Руднянский район)
Кочаны — деревня в Руднянском районе Смоленской области России. Входит в состав Смолиговского сельского поселения. По состоянию на 2007 год постоянного населения не имеет. 
Расположена в западной части области в 16 км к юго-востоку от Рудни, в 6 км севернее автодороги А141 Орёл — Витебск, на берегу реки Гребелька. В 6 км южнее деревни расположена железнодорожная станция Голынки на линии Смоленск — Витебск. 

## История
В годы Великой Отечественной войны деревня была оккупирована гитлеровскими войсками в июле 1941 года, освобождена в октябре 1943 года.